# Moravafeltet
Moravafeltet er en ca. 900 km² stor slette i det sydlige Weinviertel vest for Morava-floden. Den begynder umiddelbart øst for Wien og rækker i nord til Břeclav og Hodonín. Området svarer næsten til den niederösterreichske bezirk Gänserndorf og er en del af Wienerbækkenet.
I 1278 blev Ottokar 2. af Bøhmen myrdet i tilbagetrækningen fra slaget på Moravafeltet.
48°15′N 16°40′Ø / 48.25°N 16.67°Ø